# Quadricalcarifera ferrea
Quadricalcarifera ferrea är en fjärilsart som beskrevs av Sergius G. Kiriakoff 1967. Quadricalcarifera ferrea ingår i släktet Quadricalcarifera och familjen tandspinnare. Inga underarter finns listade.